# Eaux troubles (téléfilm)
Pour les articles homonymes, voir Eaux troubles.
Pour plus de détails, voir Fiche technique et Distribution.
Eaux Troubles est un téléfilm français en deux parties réalisées par Luc Béraud, diffusées le 10 janvier 2004 sur France 3.

## Synopsis
Une jeune femme, un avocat, et une biologiste s'allient pour contrer les malversations d'une grande entreprise qui pollue l'eau à Marseille.

## Fiche technique
- Titre original : Eaux troubles
- Réalisateur : Luc Béraud
- Scénariste : Marie-Anne Le Pezennec, Daniel Riche, adapté d'après le roman de Françoise Simpère : L'Algue fatale( La Table ronde)
- Producteur : Nicole Flipo
- Musique du film : François Staal
- Directeur de la photographie : Jean-Claude Aumont
- Montage : Marion Monestier, Anne Saint Macary
- Distribution des rôles : Frédérique Amand, Coralie Amedeo, Tristan Ravasco
- Création des costumes : Brigitte Faur-Perdigou
- Société de production : France 3
- Société de distribution : Télé-Images Création
- Pays d'origine : France
- Genre : Film dramatique
- Durée : 190 minutes (diffusé en 2 parties)
- Date de diffusion : 10 janvier 2004 sur France 3

## Distribution
- Julie Debazac : Clara Ceccaldi
- Jean-Pierre Lorit : Christian Gardone
- Natacha Lindinger : Bénédicte Lambert
- Michel Duchaussoy : François Gardone
- Geneviève Casile : Jacqueline Gardone
- Jacques Mathou : Dr Verdier
- Malcolm Conrath : Sébastien
- Thierry Gibault : Gilles Hanglade
- Alexandre Thibault : Yann
- Georges Neri : Julius